# Chiesa di San Domenico (Nardò)
La chiesa di San Domenico è una chiesa del centro storico di Nardò, in provincia di Lecce. Fu realizzata per l'Ordine domenicano tra il 1580 e il 1594 ed intitolata inizialmente a santa Maria de Raccomandatis. 

## Descrizione
In origine aveva un impianto basilicale a tre navate che fu successivamente trasformato ad aula unica per meglio rispondere alle esigenze della predicazione, tipiche dell'ordine mendicante fondato da san Domenico di Guzman. In seguito al terremoto del 1743 la fabbrica fu quasi totalmente distrutta, ad eccezione della facciata, del muro laterale sinistro e di parte della sacrestia. La facciata in carparo fu realizzata in due momenti differenti; la parte inferiore è ricca di figure umane e cariatidi addossate le une alle altre, mentre la parte superiore presenta forme più leggere. L'interno, ad un'unica navata con pianta a croce latina e tre cappelle per parte, fu ricostruito dopo il 1743 seguendo i canoni della Controriforma. Tra i diversi altari, tutti rifatti, spicca quello della Madonna del Rosario con i quindici misteri posti sull'altare a sinistra, opera del pittore neretino Antonio Donato D'Orlando. Il campanile, fatto costruire da monsignor Salvio, fu rimaneggiato nella parte superiore dopo il terremoto del 1743. La facciata del sacro edificio resta misteriosa nella sua tematica iconografica perché, pur attingendo al repertorio tardo-antico e basso-medievale, testimonia un'inventiva tale da rendere difficile ogni riferimento a precedenti modelli. La differenziazione tra le due zone della facciata riecheggia quella ideologica che al contempo si realizzava nel prospetto della basilica di Santa Croce a Lecce.
Adiacente alla chiesa è il convento dei Domenicani rimaneggiato da Ferdinando Sanfelice dopo il terremoto per impedirne il crollo. Fu trasformato in scuola pubblica dopo la soppressione dei beni ecclesiastici nel 1866. 
Sul lato settentrionale della chiesa è presente la fontana del Toro, divenuto immagine dello stemma cittadino poiché la leggenda vuole che i primi insediamenti a Nardò avvennero nel luogo dove quest'ultimo aveva fatto scaturire acqua sorgiva scavando in terra con lo zoccolo. Fu realizzata nel 1930 dallo scultore neretino Michele Gaballo.
Negli ultimi tempi si è intensificata tra i visitatori di piazza Salandra l'abitudine di rivolgersi alla fontana del Toro per esprimere desideri di forza e virilità**.